# Strophingia australis
Strophingia australis är en insektsart som beskrevs av Hodkinson 1981. Strophingia australis ingår i släktet Strophingia och familjen rundbladloppor. Inga underarter finns listade i Catalogue of Life.